# Signora Bovary
Signora Bovary è il tredicesimo album discografico di Francesco Guccini pubblicato in Italia nel 1987.

## Tracce
Testi e musiche di Francesco Guccini, salvo dove diversamente indicato.
1. Scirocco – 5:40 (Francesco Guccini, Juan Carlos Biondini)
2. Signora Bovary – 4:36
3. Van Loon – 5:44
4. Culodritto – 2:39
5. Keaton – 10:12 (Francesco Guccini, Claudio Lolli)
6. Le piogge d'aprile – 3:51
7. Canzone di notte nº 3 – 5:20

Durata totale: 38:02

## I brani

### Scirocco
Canzone di apertura dell'album, colpisce subito per le musiche ricercate, più complesse di molti altri esordi gucciniani. Il testo descrive un momento della vita di un amico di Guccini, il poeta Adriano Spatola, che viene descritto mentre in un "bar impersonale" beve, e vive la crisi della sua storia d'amore. A quel punto entra una donna sensuale, che ordina da bere, piange, e l'amico di Guccini la guarda, roso dentro dal desiderio e dai rimorsi. Poi la donna va via, senza voltarsi, e soffia su tutto un intenso ed umido scirocco, che Guccini vorrebbe soffiasse ancora, per sconvolgere le nostre vite.

### Van Loon
(da Un altro giorno è andato, Giunti, Firenze 1999.)
(da un'intervista)

### Culodritto
La canzone è dedicata alla figlia Teresa allora bambina.
È un modo di dire modenese, andar via a culodritto, che si usa quando i bimbi se ne vanno, indispettiti o risentiti per qualcosa.

### Keaton
La canzone era stata scritta da Claudio Lolli, che aveva trovato difficoltà nel pubblicare una traccia così lunga. Guccini si innamorò immediatamente del testo e decise di inserirla nel proprio album che di lì a poco sarebbe stato pubblicato, apportando alcune modifiche testuali. Nel testo si narra di un amico di Lolli, anch'egli musicista, soprannominato come l'attore e regista statunitense "naturalmente perché non sorrideva mai", che del celebre cineasta ha subìto anche la stessa tragica fine in un letto di ospedale.

### Canzone di notte n. 3
Terzo brano di Guccini con questo titolo (dopo i due presenti in L'isola non trovata e Via Paolo Fabbri 43).

## Formazione
- Francesco Guccini - voce
- Juan Carlos Biondini - chitarra
- Ares Tavolazzi - basso, contrabbasso
- Ellade Bandini - batteria
- Juan José Mosalini - bandoneón in Scirocco
- Vince Tempera - pianoforte, tastiera
- Antonio Marangolo - sax